# Lepthyphantes nigropictus
Lepthyphantes nigropictus là một loài nhện trong họ Linyphiidae.
Loài này thuộc chi Lepthyphantes. Lepthyphantes nigropictus được Robert Bosmans miêu tả năm 1979.